# Asota eusemoides
Asota eusemoides är en fjärilsart som beskrevs av Kirby 1892. Asota eusemoides ingår i släktet Asota och familjen nattflyn. Inga underarter finns listade i Catalogue of Life.